# 周南市徳山動物園
周南市徳山動物園（しゅうなんしとくやまどうぶつえん）は、山口県周南市大字徳山5846番地にある動物園。都市計画公園（総合公園）となっており、園地は街路を挟んで北園と南園に分かれている。
旧徳山市の市制25周年にあたる1960年（昭和35年）3月20日に徳山市立動物園として開園した。
動物園一帯は、徳山藩主毛利氏の屋敷があった場所で、園内は、毛利氏ゆかりの史跡がある。春には、桜の名所としても有名である。

## 概要
2015年1月末時点で、約50,000m2の敷地内に132種506点の動物を飼育している。山口県内では唯一の本格的な動物園で、毎年市内外から30万人弱の来園者がある。特に8月に期間限定で行われる夜間開園時は、多くの来園者でにぎわう。
職場体験学習や学習プログラム等を実施し、地域の青少年の教育活動にも力を入れている。幼稚園児の遠足としてもよく使われている。
天然記念物であるカラスバトの繁殖を行っているほか、山口県東部鳥獣保護センターとして、年間150-200点の野鳥・野生動物を保護していたが、十分な保護受入れ体制の維持が困難であるという理由で2008年度（平成20年度）以降受け入れを休止している。

## 主な施設
- 周南の里ふれあいゾーン「るんちゃ♪るんちゃ」- 2016年（平成28年）3月にオープン。山口弁で「～するよ」というときに「～するんちゃ」というような言い方が語源である。ウサギ・モルモット・ハツカネズミ・ヒヨコなどの小動物を近くで観察したり、ふれあうことができるふれあいルームやポニーやヤギ、ヒツジ、ミニブタなどと触れ合える。プレーリードッグも展示している[2]。
- ペンギンプール - フンボルトペンギンを幅7ｍの透明なアクリル板の水槽をとおして間近に観覧することができる[3]。
- アジアの熱帯雨林ゾーン - スリランカゾウやマレーグマ、コツメカワウソ、インドタテガミヤマアラシなどアジアの熱帯雨林に生息する哺乳類や爬虫類などを展示しているエリア[4]。2021年11月23日オープン。2022年4月29日に新ビントロング舎をオープン[5]。同年8月3日にアカアシドゥクラングール舎をオープン[6]。
  - 熱帯いきもの館「太陽と水の森」 - ビルマニシキヘビやニシアフリカコビトワニなどの熱帯の爬虫類や両生類、魚類を展示する施設。
- 自然学習館「ねいちゃる」・野鳥観察所 - 山口県内に生息する野鳥を観察できるバードケージやレッサーパンダの展示施設がある[7]。2021年度にはグッドデザイン賞受賞[8]。

## 展示している主な動物
- スリランカゾウ -「ミリンダ（オス・来園時5歳）」「ナマリー（メス・来園時7歳）」。マリの死以降ゾウ不在が続いていたが、地元住民の強い思い・活動が実り、スリランカと日本の国交樹立60周年記念として寄贈が決まった。2013年9月28日に一般公開がスタート。これを記念してスリランカ展が同日から11月4日まで開催された。
- アミメキリン
- レッサーパンダ
- マレーグマ - 頭を抱えて悩める仕草を見せることで全国的に有名になったオスの「ツヨシ」とメスの「マーヤ」がいる。
- カラスバト - 1996年11月12日に周南市内で保護された個体と、1997年7月18日に光市内で保護された個体の2羽をもとに、2004年4月18日までに13羽を繁殖させ、9羽を飼育している。カラスバトは、周南市に隣接する光市の牛島で繁殖していることが地元の専門家（山本健次郎）により確認されており、この地域の諸島部に分布していると考えられている。また、山口県内では、他にも下関市蓋井島、萩市見島での生息が知られている。
- コツメカワウソ -「ぴゃあ」
- カバ -「マル」
- アムールトラ -「イチ」（2016年6月にメスの「ミナミ」をとくしま動物園、2018年5月にオスの「シュウ」を九州自然動物公園アフリカンサファリに搬出）[9]。
- ホンドタヌキ -白変種の「アキラ」

### 過去に展示していた主な動物
- アフリカゾウ（サバンナゾウ） - 1981年の導入当初はアフリカゾウ（サバンナゾウ）と思われていたが、個体（メス・愛称「マリ」・推定27歳-28歳）の成長が遅いため、1989年よりマルミミゾウとして展示してきた。その後2009年9月に復旦大学（中国上海市）の研究グループが調べたところ、サバンナゾウと判明した[10]。なお、園内には周南市出身の詩人・まど・みちおが1994年にマリをモデルに書いた詩「とくやまのまるみみぞうさん」の詩碑がある[11]。マリが2012年2月15日に死んだ後、ふたたびゾウを飼育するためにぞうさんプロジェクトが発足。徳山商工会議所青年部や新周南新聞社の企画雑誌miraiなどで幅広く募金活動などが行われ、後のスリランカゾウの来園に繋がった。
- ホッキョクグマ -「ユキ」 - 国内で2番目の長寿で、推定31歳であったが2016年11月28日夜に死んだ。[12]
- ミカドガン - 2001年6月に国内で初めて繁殖に成功。
- ハシボソガラス - 2006年4月頃より、巣の撤去のため、保護された雛を人工育雛し5月頃より、ミニチュアのサッカーボールを、くちばしでゴールにシュートするパフォーマンスのトレーニングをはじめた。2006年のサッカーワールドカップの予選開幕時には、サッカーをするカラスとして、日本国内だけでなく、全世界でその様子が配信された模様[要出典]。ゴミ分別のトレーニングにより、紙くず・ペットボトル・空き缶をそれぞれ1羽ずつのカラスが、決まられたゴミ箱に分別する様子を見ることができた。

## 南園SL広場

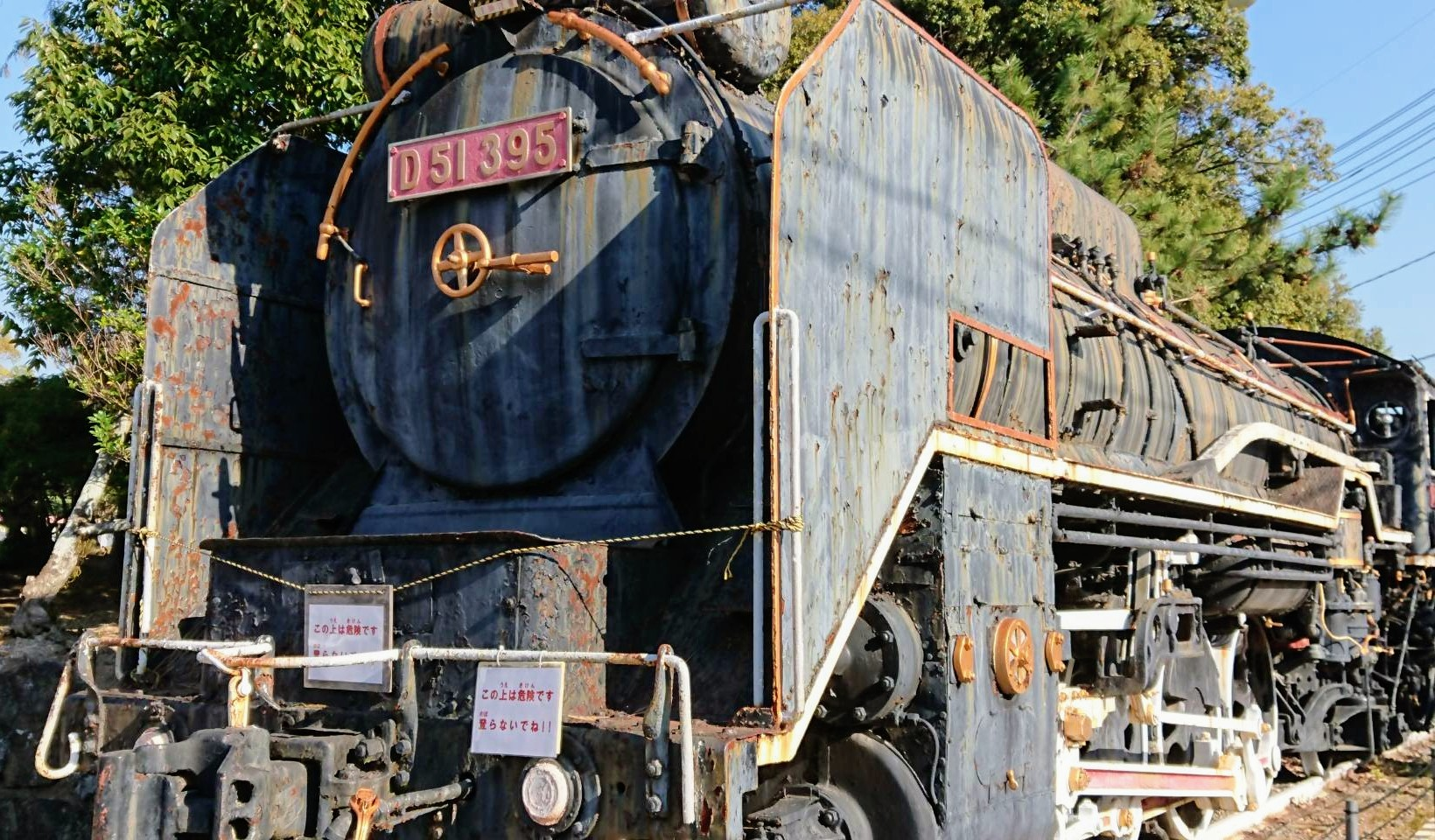
南園SL広場にあるD51形395号機（2022年4月17日）

徳山動物園南側入口には「南園SL広場」があり、1971年（昭和46年）から蒸気機関車D51形395号機が展示されている
。経年劣化のため補修と再塗装が行われることとなり、2024年10月から2025年にかけて移設され改修が行われる。

## イベント
- 無料開園
- ぞくぞく！ふしぎ動物キモだめし-世界3大奇蟲が徳山動物園にやってくる！-（2013年7月20日〜9月1日）
- 夏の夜間開園-最終入場20時30分、退場21時（2013年8月3日、10日、13〜17日、24日、31日）
- 山口県児童・幼児動物画コンクール（2013年7月13日〜9月6日）
- 世界のごきぶり展（2015年7月18日〜8月31日）

## リニューアル計画
- 2010年（平成22年）3月にリニューアル基本計画が策定された[15]。その後、スリランカゾウの導入に伴いゾウ舎建設が急がれることとなったことから、2015年（平成27年）8月に計画が変更された[16]。現在は2032年度（令和14年度）の全園リニューアル完了を目指し、順次整備が進められている。

## パスポート・提携施設・協力店
年間パスポートが存在する。また、入園時に一部提携施設の割引券が配布される。
パスポートの利用方法は次のとおり
- 裏面に名前、年齢、性別を記入して入園時に窓口に裏面を提示すると、初回利用時に有効期限日のスタンプが押される。
- 初回利用時から1年間有効である。
- 有効期限内は何度でも無料である。
- 提携施設や協力店へ行った時に提示すると、特典が受けられる。

提携施設（2013年4月25日時点）は次の4施設である。
- 下関市立しものせき水族館（愛称：「海響館」 / 下関市）
- 大平山ロープウェイ（防府市）
- やまぐちフラワーランド（柳井市）
- おさかな館（愛媛県）

協力店（2013年4月25日時点）は次の2店である。
- a.c.twobees（周南市）
- 和菓子司 寿美屋（周南市）

メールマガジンが存在する。イベント情報、半額割引券などが届く。

## 交通アクセス

### 車
- 山陽自動車道徳山東ICより国道2号を西へ進み、文化会館前交差点を右折。 約10分
- 中国自動車道鹿野ICより国道315号を進み、国道2号へ接続後、次の交差点を右折。 約30分

### 鉄道
- JR徳山駅みゆき口から徒歩で約20分
- 徳山駅みゆき口のバスターミナルから金剛山経由イオンタウン周南に乗り動物園文化会館入口で下車すぐ。
- 徳山駅よりタクシーで約5分